# Narcís Girbal i Barceló
Narcís Girbal i Barceló,(Palafrugell, Baix Empordà, 1759 — Girona, 1828), fou un missioner franciscà.
Professà a Barcelona el 1774, i se n'anà al Perú el 1784, on estigué fins al 1822. Fou president de les missions de l'Ucayali de l'estat de Colegio de Ocopa. El 1799 fundà la missió de Cocabambilla, del Colegio de Moquegua.
Explorà les riberes de l'Ucayali i del Sarayacu. Deixà escrites relacions i diaris de viatge del 1790 al 1794.